# Линия Коргу
Ли́ния Ко́ргу (порт. Linha do Corgo) — узкоколейная железная дорога в Португалии, в округе Вила-Реал. Соединяет города Пезу-да-Регуа (где узловая станция) и Шавиш (где тупик). Ширина колеи — 1000 мм, протяжённость трассы — около 96 км. Ныне не эксплуатируется (июль 2010 года).
Движение было открыто 12 мая 1906 года (на участке Регуа-Вила-Реал), было полностью прекращено 25 марта 2009 года.
На участке Регуа-Вила-Реал проводится модернизация, предусматривающая установление ширины колеи 1435 мм, с целью возобновления движения на указанном участке.